# Bombe Butterfly

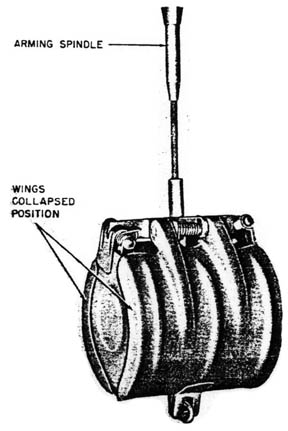
Un SD2 pas encore armé.

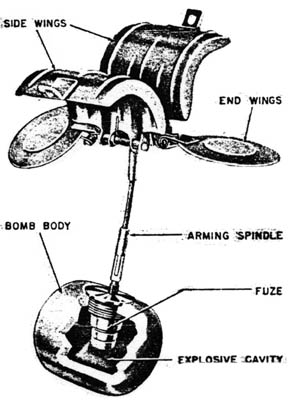
Un SD2 ouvert.

La bombe Butterfly ou SD2 (allemand : Sprengbombe dickwandig 2 kg) est une bombe antipersonnel allemande utilisée par la Luftwaffe durant la Seconde Guerre mondiale. « Butterfly » est le nom anglais pour papillon : cette bombe était nommée ainsi en raison de son apparence, la coque métallique s'ouvrant lorsque la bombe était déployée lui donnait l'apparence d'un papillon.
Les bombes SD2 étaient toujours larguées en grappes contenant de 6 à 108 sous-munitions. Un conteneur rempli de bombes SD2 était largué par avion et son explosion permettait de couvrir de « Butterfly » une zone plus ou moins grande. Les SD2 étant toujours larguées en grappes, la découverte d'une seule SD2 laissait envisager la présence de nombreuses autres à proximité. Cette bombe est l'un des premiers types de bombe en grappe jamais utilisé au combat et s'est révélée être une arme très efficace.

## liens externes
- (en)
- (en) "Butterfly Bomb", Booby Traps, Bureau of Naval Personnel, Navy Department, Washington D.C., 1944.